# Tokyo MX
Tokyo Metropolitan Television Broadcasting Corporation (東京メトロポリタンテレビジョン株式会社 Toukyou Metoroporitan Terebijon Kabushiki Kaisha) er en tv-station i Tokyo, der markedsføres som Tokyo MX. Det er den eneste tv-station, der udelukkende dækker den japanske hovedstad. Den konkurrerer med Nippon Television, TV Asahi, NHK, Tokyo Broadcasting System, TV Tokyo og Fuji Television, der alle er de ledende tv-stationer i nationale netværk. Tokyo MX blev grundlagt 30. april 1993 og begyndte at sende 1. november 1995. Ejerne tæller blandt andre bystyret, Tokyo FM Broadcasting og flere andre.
Tv-stationen blev grundlagt af en gruppe ledet af en tidligere ansat i Daiichi Kogyo Bank (nu Mizuho Bank),Tetsuo Fujimori, med henblik på at skabe en femte kommerciel tv-station i Tokyo. Tv-stationen fik sin licens 13. oktober 1995 og begyndte prøvetransmissioner to dage efter under navnet MX-TV. MX-TV gik i luften med 1. november 1995 kl. 4.00 japansk tid med et 14 timers introduktionsprogram ved navn "Countdown MX Television" (カウントダウンMXテレビ Kauntodaun MX Terebi). De regulære udsendelser begyndte kl. 18.00 samme dag.
Fra 12. december 2000 blev tv-stationen markedsført som Tokyo MX Television (東京MXテレビ Toukyou MX Terebi) og fra juli 2006 som Tokyo MX. Et digitalt signal blev taget i brug 1. december 2003. De analoge udsendelser blev indstillet 24. juli 2011. Tokyo Skytree blev benyttet som sendetårn fra 27. august 2012, mens brugen af det ældre Tokyo Tower ophørte 12. maj 2013. En anden kanal, Tokyo MX2, gik i luften i april 2014. Den er primært beregnet til alternative programmer.